# Steatoda quinquenotata
Espèce
Synonymes
- Theridion quinquenotatum Blackwall, 1865

Steatoda quinquenotata est une espèce d'araignées aranéomorphes de la famille des Theridiidae.

## Distribution
Cette espèce est endémique du Cap-Vert.

## Publication originale
- Blackwall, 1865 : Descriptions of recently discovered spiders collected in the Cape de Verde Islands by John Gray, Esq. Annals and Magazine of Natural History, sér. 3, vol. 16, p. 80-101 (texte intégral).